# 2003年重庆开县特大井喷
“一二·二三”天然气井喷事故是2003年12月23日晚22时，中石油四川石油管理局川东钻探公司承钻的位于重庆市开县境内的罗家十六H高含硫高产天然气水平井，在起钻过程中发生天然气井喷失控，从井内喷出的大量含有高浓度硫化氢的天然气四处扩散，导致极其严重的生命财产损失。

## 法院一审刑事判决
重庆市第二中级人民法院于2004年7月14日公开开庭审理此案。一审判决书认定，井喷失控的直接原因是钻具组合中去掉了回压阀；事故扩大的直接原因是，未能及时决定并采取放喷管线点火措施，以致大量含有高浓度硫化氢的天然气喷出扩散，造成事故扩大，导致243人硫化氢中毒死亡、两千多人因硫化氢中毒住院治疗、六万五千人被紧急疏散安置、直接经济损失达六千余万元人民币的严重后果。这是中国石油行业类似事故中死亡人数最多的一次。
负责施工的钻井队队长作为井队井控工作第一责任人，对井喷失控和事故后果的扩大负有直接责任，判处有期徒刑六年。定向井服务中心工程师作为罗家十六H井现场技术组负责人，违规决定卸下钻具组合上的回压阀，对井喷失控负有直接责任，判处有期徒刑五年。钻井队技术员判处有期徒刑五年。现场抢险负责人判处有期徒刑四年。钻井队副司钻判处有期徒刑三年。从事罗家十六H井录井监测的工作人员判三缓四。